# Georg Tscherning
Georg Tscherning var en dansk entreprenør (født 2. december 1931, død 20. november 2018) der i 1975 startede sin virksomhed ved at købe sin første gravemaskine. Dette har sidenhen udviklet sig til et, af de største nedrivningsfirmaer i danmark.
Georg Tscherning overdrog virksomheden Tscherning til sønnen Søren som overtog posten som direktør i 1997. Af de større opgaver som Tscherning har udført, kan blandt andet nævnes sprængningen af Køgevejens Gasbeholder og den største private nedrivning nogensinde i Danmark, Københavns Postcenter som blev revet ned i 2019. Tscherning Holding A/S er hjemmehørende i Hedehusene. 
Georg havde udover sit virke som maskinudlejer og entreprenør,  malet og lavet skulpturerer. Disse blev blandt andet udstillet på Kunstforeningen Gl. Strand i København igennem en årerække.[kilde mangler]
Tschernings familie er ikke en del af den mere kendte Tscherning del som krigsminister Anton Frederik Tscherning tilhører.